# إنغه كينج
إنجي كينج (بالإنجليزية: Inge King) (و. 1915 – 2016 م) هي نحّاتة من الإمبراطورية الألمانية، أستراليا . ولدت في برلين .
توفيت في ملبورن .

## جوائز
حصلت على جوائز منها:
- Member of the Order of Australia.